# Videogiochi nel 2005

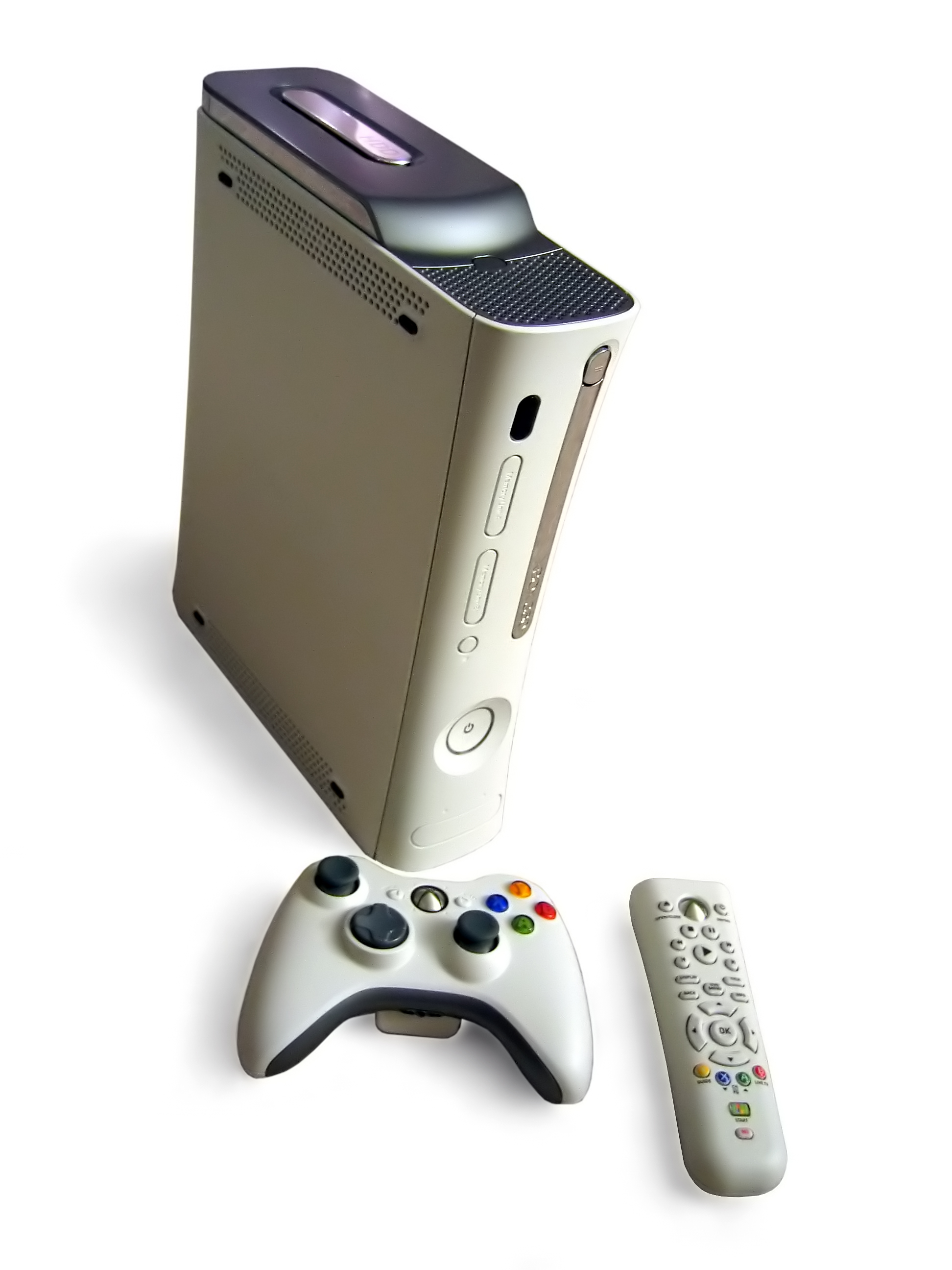
Xbox 360

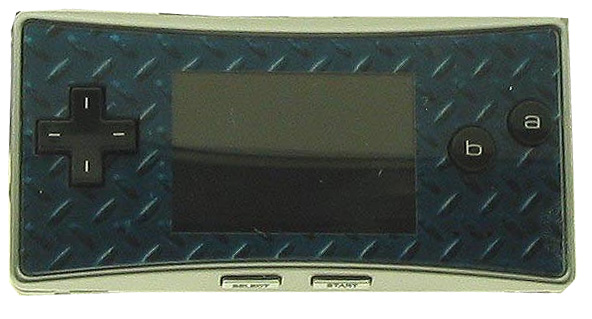
Game Boy Micro

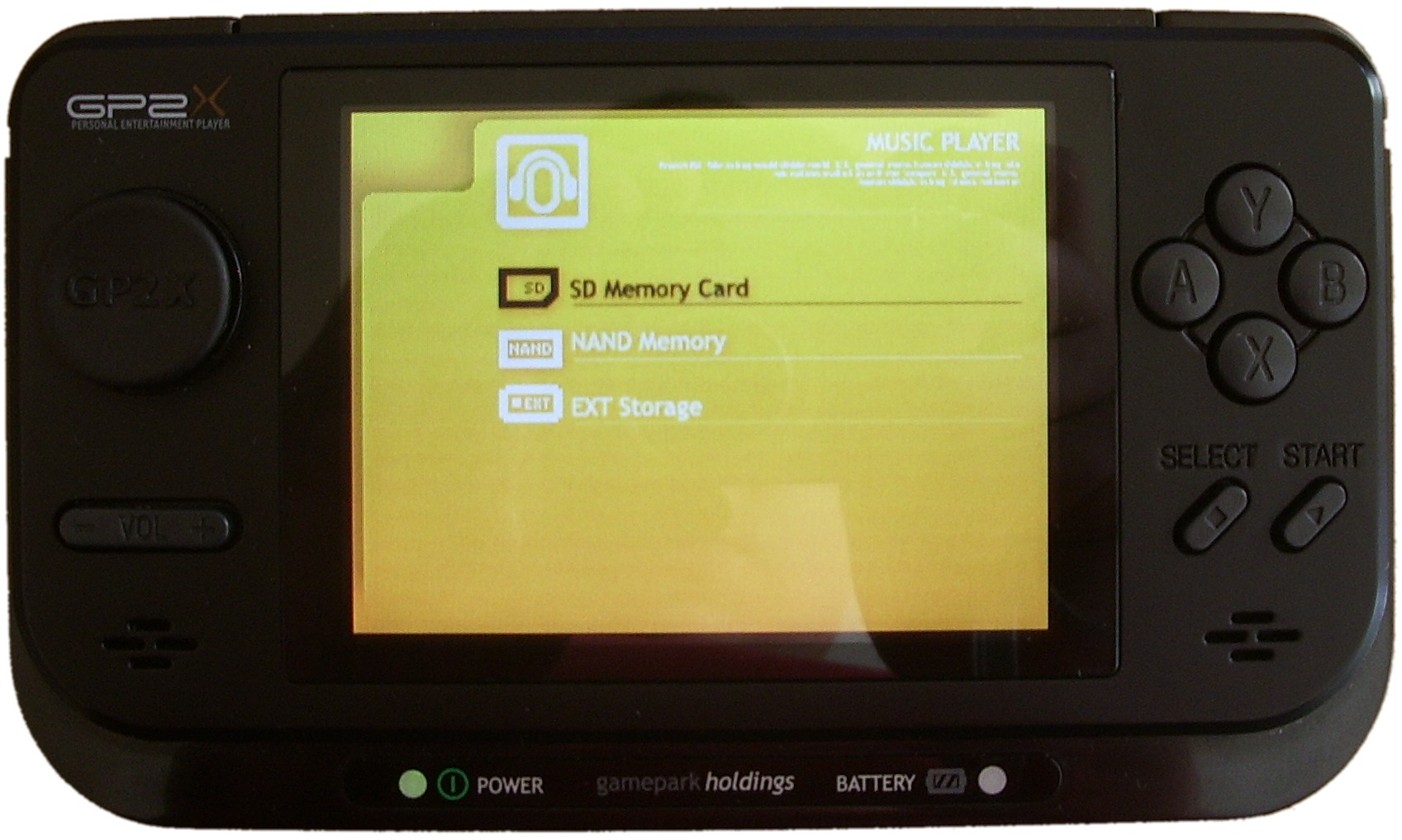
GP2X

Eventi rilevanti avvenuti nell'industria dei videogiochi nel 2005. 
Per un elenco delle voci su giochi usciti nell'anno vedi Categoria:Videogiochi del 2005.

## Eventi
- 6 gennaio — La società Titus Interactive proprietaria della Interplay Entertainment dichiara bancarotta.
- 20 gennaio — Activision annuncia l'acquisto della società Vicarius Visions nota per lo sviluppo di videogiochi per Game Boy e per lo sviluppo del middleware Alchemy.
- 24 gennaio — La Take Two Interactive e la Major League Baseball firmano un contratto in esclusiva di sette anni per lo sviluppo di videogiochi su licenza MLB.
- 25 gennaio — Take Two Interactive annuncia l'acquisizione dello sviluppatore Visual Concepts e della controllata Kush Games da SEGA per 24 milioni di dollari. Take Two annuncia anche la formazione di una nuova etichetta chiamata 2K Games.
- febbraio — Troika Games fallisce per l'impossibilità di trovare un contratto per lo sviluppo di videogiochi.
- 24 febbraio — Nintendo mette in vendita la console portatile Nintendo DS in Australia.
- 2 marzo — Entertainment Software Rating Board aggiunge la classificazione "E10+" per meglio definire i giochi per bambini.
- 7 marzo — Sammy Studios si separa dalla casa madre Sammy e cambia nome in High Moon Studios.
- 9 marzo — SEGA acquisisce The Creative Assembly.
- 11 marzo — Nintendo mette in vendita la console portatile Nintendo DS in Europa.
- 19 marzo — Tiger Telematics presenta la console portatile Gizmondo.
- 23 marzo — Vivendi Universal Games acquisisce lo sviluppatore Radical Entertainment. Radicalè nota per lo sviluppo del gioco The Simpsons Hit & Run.
- 24 marzo — Sony mette in vendita la console portatile PlayStation Portable nel Nord America.
- Maggio — Buena Vista Games annuncia di aver acquisito i diritti del gioco Turok e di intendere sviluppare nuovi capitoli del gioco. I diritti originariamente erano detenuti da Acclaim Entertainment prima del fallimento della società
- 31 marzo — Electronic Arts acquisisce il 61% della Digital Illusions CE.
- 2 maggio — Sony mette in vendita la console portatile PlayStation Portable in Corea del Sud.
- 12 maggio — Microsoft presenta la console Xbox 360.
- 16 maggio — Sony mostra per la prima volta la console PlayStation 3.
- 23 luglio — Nintendo mette in vendita la console portatile Nintendo DS in Cina.
- 27 luglio — Sony Computer Entertainment presenta l'aggiornamento 2.00 del firmware della console PlayStation Portable. Version 2.00 include un browser web, invio di immagini tramite Wi-Fi e altre caratteristiche.
- 8 agosto— Abandon Mobile nasce dalla creazione di un consorzio tra Abandon Entertainment, Inc. GF Capital Management e Advisors, LLC.
- 22 agosto — Square Enix acquisisce Taito Corporation. Questo permette a Square Enix di entrare nel settore dei giochi da bar.
- 1º settembre — Sony mette in vendita la console portatile PlayStation Portable in Europa.
- 13 settembre — Nintendo mette in vendita la console portatile Game Boy Micro in Giappone.
- 16 settembre — Nintendo mostra il nuovo controller della futura console Wii.
- 19 settembre — Nintendo mette in vendita la console portatile Game Boy Micro nel Nord America.
- 29 settembre — Namco si fonde con Bandai, formando la Bandai Namco Holdings.
- 1º ottobre — Nintendo mette in vendita la console portatile Game Boy Micro in Cina.
- Novembre — Pandemic Studios e BioWare creano la BioWare/Pandemic Studios.
- 3 novembre — Nintendo mette in vendita la console portatile Game Boy Micro in Australia.
- 4 novembre — Nintendo mette in vendita la console portatile Game Boy Micro in Europa.
- 7 novembre — Take Two Interactive acquisisce Firaxis Games.
- 10 novembre — GamePark Holdings mette in vendita la console portatile GP2X.
- 14 novembre — Nintendo presenta il proprio servizio di gioco on-line (Nintendo Wi-Fi Connection) e contestualmente presenta i giochi Mario Kart DS e Tony Hawk's American Sk8land che sfruttano il servizio.
- 22 novembre — Microsoft mette in vendita la console Xbox 360 nel Nord America.
- 30 novembre — Sony Computer Entertainment annuncia che la PlayStation 2 è la console che più rapidamente ha raggiunto i cento milioni di pezzi venduti. Il record è stato raggiunto in tre anni e nove mesi.
- 2 dicembre — Microsoft mette in vendita la console Xbox 360 in Europa.
- 10 dicembre — Microsoft mette in vendita la console Xbox 360 in Giappone.
- 12 dicembre — Working Designs chiude.
- VTech mette in vendita la console portatile V.Smile Pocket.

## Vendite
Titoli di maggior vendita nel Nord America nell'anno secondo il sito IGN
| N° | Titolo                                       | Piattaforma | Editore                     |
| -- | -------------------------------------------- | ----------- | --------------------------- |
| 1  | Madden NFL 06                                | PS2         | Electronic Arts             |
| 2  | Pokémon Smeraldo                             | GBA         | Nintendo                    |
| 3  | Gran Turismo 4                               | PS2         | Sony Computer Entertainment |
| 4  | Madden NFL 06                                | Xbox        | Electronic Arts             |
| 5  | NCAA Football 06                             | PS2         | Electronic Arts             |
| 6  | Star Wars: Battlefront II                    | PS2         | LucasArts                   |
| 7  | MVP Baseball 2005                            | PS2         | Electronic Arts             |
| 8  | Star Wars Episodio III: La vendetta dei Sith | PS2         | LucasArts                   |
| 9  | NBA Live 06                                  | PS2         | Electronic Arts             |
| 10 | LEGO Star Wars: Il videogioco                | PS2         | Eidos Interactive           |
| 11 | MediEvil Resurrection                        | PSP         | Cambridge Studios           |

| N° | Titolo                 | Piattaforma | Editore                |
| -- | ---------------------- | ----------- | ---------------------- |
| 1  | World of Warcraft      | Win/Mac     | Blizzard Entertainment |
| 2  | The Sims 2: University | Win/Mac     | Electronic Arts        |
| 3  | The Sims 2             | Win/Mac     | Electronic Arts        |
| 4  | Guild Wars             | Win         | Ncsoft                 |
| 5  | RollerCoaster Tycoon 3 | Win/Mac     | Atari                  |
| 6  | Battlefield 2          | Win         | Electronic Arts        |
| 7  | The Sims 2: Nightlife  | Win/Mac     | Electronic Arts        |
| 8  | Age of Empires III     | Win/Mac     | Microsoft              |
| 9  | The Sims Deluxe        | Win/Mac     | Electronic Arts        |
| 10 | Call of Duty 2         | Win/Mac     | Activision             |